# 크리스틴 오토
크리스틴 오토(독일어: Kristin Otto, 1966년 2월 7일 ~ )는 전 동독의 수영 선수이다. 1988년 서울 올림픽 때 6개의 금메달을 획득, 한 올림픽 대회에서 가장 많은 금메달을 딴 여자 선수로 기록되어 있다.
라이프치히 출신이며, 어린 시절부터 동독의 스포츠 영재 프로그램을 통해 뛰어난 기량을 나타냈다. 1982년 세계 선수권에서 3관왕에 올랐고, 1984년 자유형 200m 세계 신기록을 경신했다. 1984년 미국 로스앤젤레스에서 열린 하계 올림픽에서 유력한 우승 후보였으나, 동독의 보이콧으로 출전하지 못했다. 1986년 세계 선수권에서 4관왕에 올랐고, 그 사이 세계 신기록을 여러 차례 경신했다.
1988년 대한민국 서울에서 열린 하계 올림픽에 참가, 6종목(50m 자유형·100m 자유형·100m 배영·100m 접영·4×100m 자유형 계주·4×100 m 혼계영 계주)에서 금메달을 획득, 한 올림픽 대회에서 여자 선수로는 가장 많은 금메달을 얻은 선수로 기록되었다.
서울 올림픽 후 다음해인 1989년 은퇴하여 방송 리포터 등으로 활동했다. 여자 선수의 올림픽의 한 대회 6관왕은 아직도 깨지지 않고 있다.
그녀는 3번이나 스위밍 월드 잡지에 의하여 "올해의 여성 세계 수영 선수"(1984년, 1986년, 1988년)로 선정되었다.

## 같이 보기
- 올림픽 수영 여자 메달리스트 목록
- 올림픽 다관왕 목록